# Thoughts of a Predicate Felon
Thoughts of a Predicate Felon — дебютний студійний альбом американського репера Тоні Єйо, виданий лейблами G-Unit Records та Interscope Records 30 серпня 2005 р. Виконавчий продюсер: 50 Cent. Виконавчий співпродюсер: Sha Money XL. Платівка посіла 2-гу сходинку Billboard 200. За перший тиждень реліз розійшовся накладом у 214 тис. проданих копій. Бек-вокал на «I'm So High»: Kokane, 50 Cent; на «Dear Suzie»: 50 Cent; на «Live by the Gun»: Hailu.
В інтерв'ю SOHH.com репер заявив: «50 Cent популярний через свої хіти. Я насправді записав „Seductive“ до того, як він записав „Candy Shop“. Саме тому там можна почути цю фразу ['so seductive' в інтро „Candy Shop“]. Фіфті бере велику участь на всіх наших альбомах. Я вважаю, ми міцно стоїмо на ногах, адже пишемо весь свій матеріал власними силами». З 2003 по 25 травня 2004 репер сидів за ґратами. Також існує обмежене видання з DVD.

## Список пісень
| #   | Назва                                                            | Автор                                                                             | Продюсер(и)                                             | Тривалість |
| --- | ---------------------------------------------------------------- | --------------------------------------------------------------------------------- | ------------------------------------------------------- | ---------- |
| 1.  | «Intro»                                                          |                                                                                   |                                                         | 1:13       |
| 2.  | «Homicide»                                                       | Ґомез Зоррілла                                                                    | Domingo                                                 | 3:38       |
| 3.  | «It Is What It Is» (з участю Spider Loc)                         | Марвін Бернард, Кертіс Вільямс, Маршалл Мезерс, Луїс Ресто, Стівен Кінґ, С. Вуньє | Sebb; Eminem (дод. прод.)                               | 5:00       |
| 4.  | «Tattle Teller»                                                  | Бернард, Деріл Голл, Джон Оутс                                                    | Black Jeruz, Sha Money XL                               | 4:16       |
| 5.  | «So Seductive» (з участю 50 Cent)                                | Бернард, Кертіс Джексон, Майкл Гарпер                                             | Punch                                                   | 3:30       |
| 6.  | «Eastside Westside»                                              | Бернард, Бернард Едвардс-молодший, Рей Паркер-молодший                            | Focus…                                                  | 2:47       |
| 7.  | «Drama Setter» (з участю Eminem та Obie Trice)                   | Бернард, Мезерс, Ресто, Кінґ, Джефф Бесс, Обі Трайс                               | Eminem; Jeff Bass (дод. прод.); Luis Resto (дод. прод.) | 5:03       |
| 8.  | «We Don't Give a Fuck» (з участю 50 Cent, Lloyd Banks та Olivia) | Бернард, Джексон, Чарльз Ллойд, Джесмін Лопез, Джонатем Ротем                     | J.R. Rotem                                              | 3:41       |
| 9.  | «Pimpin»                                                         | Бернард, Тодд Мур                                                                 | LT Moe                                                  | 3:06       |
| 10. | «Curious» (з участю Joe)                                         | Бернард, Семюел Андерсон                                                          | Sam Sneed                                               | 3:23       |
| 11. | «I'm So High»                                                    | Бернард, Джексон, Джеррі Лонґ-молодший, Луїс Ґасте, Мауріко Кайзермен             | DJ Khalil                                               | 3:24       |
| 12. | «Love My Style»                                                  | Бернард, Ананд Бакші, Лаксмікант Кудалкар, Дорсі Веслі                            | Megahertz                                               | 4:08       |
| 13. | «Project Princess» (з участю Jagged Edge)                        | Бернард, Брендон Кейсі, Браян Кейсі, Едвардс                                      | Focus…                                                  | 3:49       |
| 14. | «G-Shit»                                                         | Бернард, Ронделл Тернер                                                           | Ron Browz                                               | 3:45       |
| 15. | «I Know You Don't Love Me» (з участю G-Unit)                     | Бернард, Джексон, Ллойд, Девід Браун, Юджин Деніелс, Лерой Пендарвіс              | Studio 44                                               | 3:55       |
| 16. | «Dear Suzie»                                                     | Бернард, Кехуан Мучіта                                                            | Havoc                                                   | 3:07       |
| 17. | «Live by the Gun»                                                | Бернард, Едвардс                                                                  | Focus…                                                  | 2:57       |